# Ctesifonte
Ctesifonte (en parto y pahlevi: Tyspwn o Tisfun; en persa: تيسفون‎, Tisfun; en árabe: المدائن‎, al-Madāʾin, «las ciudades») fue una ciudad y capital de los imperios parto y sasánida. Estaba localizada a orillas del río Tigris y fue prontamente abandonada después de la fundación de Bagdad. Llegó a ser una de las ciudades más importantes de la antigua región de Mesopotamia.
Se formó como un barrio periférico de la colonia griega de Seleucia del Tigris, a la que terminó absorbiendo y creando una nueva ciudad, que se denomina por algunos autores como Seleucia-Ctesifonte. Posteriormente, alrededor de la antigua Ctesifonte y otros asentamientos se fundaría la ciudad de Madain. Actualmente, parte de los restos supervivientes se encuentran dentro de la ciudad iraquí de Salman Pak.

## Etimología
En el Libro de Esdras de la biblia hebrea se menciona por primera vez con el nombre de Kasfia o Casphia, palabra derivada del nombre étnico cas y cognado de Caspio y Quazvi.
Ctesifonte, también aparece transliterado con otras grafías como Ctesiphonte, Ctesifón o Tesifón (nombre derivado del persa Tisfun) desde el siglo II a. C.

## Historia

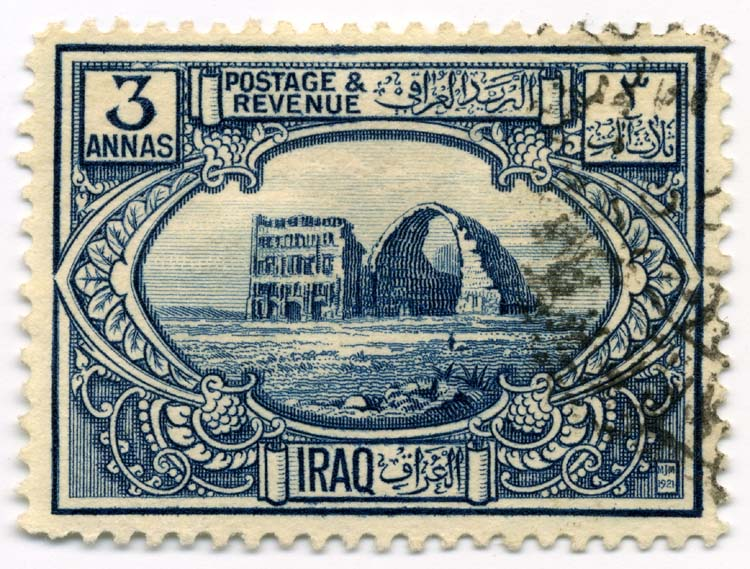
Ruinas de Ctesifonte en un sello iraquí de 1923.

Ubicación de Seleucia y Ctesifonte.

El primer asentamiento en la zona fue la colonia griega de Seleucia, fundada en el 312 a. C. por Seleuco I Nicátor —uno de los generales del rey Alejandro Magno— sobre la orilla occidental del Tigris, en un punto estratégico por su cercanía a la Ruta de la Seda. El crecimiento de la ciudad hizo que para el año 221 a. C. ya hubiera un nuevo barrio en la orilla occidental del Tigris.
En el año 147 a. C. los partos atacaron por primera vez Seleucia y fue definitivamente conquistada en 141 a. C. Sin embargo, los partos en el año 129 a. C. deciden que en la orilla oriental del Tigris y justo enfrente de Seleucia, van a ubicar su nueva capital, justo donde se encontraba el suburbio que ya se conocía como Ctesifonte.
En el año 115 a. C., catorce años después, la nueva capital estaba prácticamente urbanizada y los reyes partos trasladaron su corte a la ciudad, que fue creciendo y ampliándose hasta mezclarse con la antigua colonia griega.
Durante el siglo I a. C., la ciudad Seleucia-Ctesifonte era una mezcla cultural cosmopolita con, entre otros, partos, persas, iraníes, babilonios, griegos, judíos, asirios, árabes o turcos.

En la Antigüedad Babilonia fue la metrópolis de Asiria; pero la metrópolis es ahora Seleuceia, es decir, Seleucia del Tigris, como se la llama. Cerca hay una población llamada Ctesifón, una gran población. Allí suelen tener su residencia de invierno los reyes partos, no molestando a los Seléucidas, para que éstos no estuvieran oprimidos teniendo al pueblo y ejército escita entre ellos. Así pues, debido al poder parto, Ctesifón es más bien una ciudad; su tamaño es tal que acoge un gran número de gente y los mismos partos la han equipado con edificios. La han equipado también con mercancías para vender y con las artes que complacen a los partos; así los reyes partos tienen la costumbre de pasar aquí el invierno por la salubridad de su aire, pero el verano en Ecbatana y en Hircania por el predominio de su antiguo renombre.
Estrabón XVI, 1, 16

Durante este siglo se inició la construcción del Canal de Nahrawan.
Debido a su importancia, la ciudad fue objetivo militar destacado para el Imperio romano en sus guerras orientales. De tal forma que la ciudad fue sometida por los romanos o su estado sucesor, el Imperio bizantino, hasta cinco veces en su historia.
El emperador Trajano conquistó la ciudad en el año 116; después de un año de ocupación, su sucesor Adriano no tuvo otra alternativa que devolverla en 117 como parte de un tratado de paz perpetuo con los partos.
El general romano Avidio Casio volvió a capturar la ciudad en 164 durante la guerra romano-parta de 161-166, pero tuvo que cederla cuando se firmó la paz. En 197 el emperador romano Septimio Severo saqueó la ciudad y trasladó miles de sus habitantes para venderlos como esclavos.
A finales del siglo III, después de que el imperio sasánida o segundo imperio persa, derrocaran a los partos, la ciudad volvió a estar en guerra con los romanos. En 295, Galerio perdió una batalla contra los persas en las cercanías de la ciudad. Humillado, regresó un año después y obtuvo una gran victoria, que acabó con la quinta y última toma de la ciudad a manos del ejército romano, aunque la devolvió a Narsés a cambio de Armenia. Sobre 325 y de nuevo en 410 la ciudad, o la colonia griega situada justo enfrente, fueron sede de un concilio de la Iglesia del Oriente.
El emperador romano Juliano el Apóstata murió ante las murallas de la ciudad en 363 durante la guerra contra Sapor II. Finalmente, el emperador bizantino Heraclio sitió en 627 la ciudad, capital del Imperio Sasánida, liberándola una vez que los persas aceptaran sus términos de paz.

### Madain
Los musulmanes conquistaron Ctesifonte en un asedio relativamente breve en 637 bajo el mando militar de Sa'ad ibn Abi Waqqas, y le llamaron «la ciudad vieja» (al-Madina al-Atika) y junto a otros asentamientos cercanos, formaron Madain (al-Madain, Las Ciudades, en árabe: المدائن) bajo los califatos de los omeyas y abasíes. Durante los últimos años fue residencia del exilarca judío y el catholicós nestoriano.
El historiador Abu'l-Hasan al-Mada'ini (753 – luego del 830) pasó parte de su vida en la ciudad, de cuyo nombre árabe (Al-Madáin) proviene el suyo propio.
Aunque no se maltrató a la población general, la antigua ciudad de Ctesifonte sufrió un rápido declive debido a la pérdida de poder económico y político, especialmente tras la fundación de Bagdad, la capital abasí en el siglo VIII, hasta convertirse en una ciudad abandonada. Se cree que en ella está basada la ciudad de Isbanir del cuento oriental de Las mil y una noches.
Actualmente, Madain derivó en parte a la nueva ciudad iraquí de Salman Pak, a unos veinte kilómetros de la antigua Ctesifonte y quince de Bagdad.
Entre 1915 y 1916 se libró en las ruinas de la ciudad la batalla de Ctesifonte, una de las mayores operaciones de la Primera Guerra Mundial. Allí, el Imperio otomano venció a las tropas del Reino Unido que intentaban tomar Bagdad y las hicieron retroceder unos sesenta kilómetros antes de atrapar a las fuerzas británicas y forzarlas a rendirse.

## Población y religión
Bajo el gobierno sasánida, la población de Ctesifonte era muy variada, desde arameos, persas, griegos o asirios. Los dos idiomas más utilizados eran el persa y el arameo.
También había cierta libertad de culto y convivían el cristianismo, judaísmo o el zoroastrismo. También era importante el grupo de creyentes maniqueos que llegaron a formar el patriarcado de Babilonia en Ctesifone. Con la captura de los musulmanes de la ciudad, muchos de estos creyentes huyeron.
Después de la batalla de Siffín, la población de origen persa desapareció. En el siglo IX los maniqueos supervivientes huyeron y trasladaron su patriarcado a Samarcanda.

## Arco de Ctesifonte

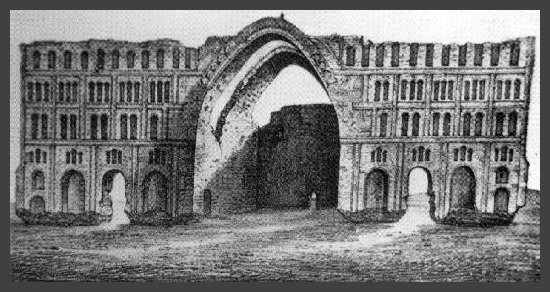
Taq Kisra, el gran arco, dibujado en 1824

El esplendor del complejo de palacios imperiales de Ctesifonte era legendario. Incluía el palacio del rey persa Cosroes I llamado el palacio blanco (Shâhigân-ǐ Sepid) y ahora destruido casi por completo y un enorme arco (en árabe, طاق كسرى Taq-i Kisra).
El salón del trono —presumiblemente bajo el arco o tras él— tenía más de treinta metros de altura. La gran bóveda de cañón cubría una superficie de unos veinticinco metros de ancho y cincuenta de largo, y es una de las mayores bóvedas construida en ladrillo del mundo.
El arco de Ctesifonte, o Taq Kisra, es hoy en día lo único que queda de la ciudad de Ctesifonte. La estructura que ha llegado a nuestros días es el pórtico principal al salón de la audiencia de los sasánidas, que mantenían el mismo sitio que habían elegido los partos por básicamente la misma razón, su proximidad al Imperio romano, cuyo afán expansionista se podía contener mejor desde aquí.
Es importante por el empleo del ladrillo, de las arquerías, como puede verse en la fachada, y de las bóvedas, en particular por las cúpulas sobre trompas. Aparece también el iwán, o pórtico con un gran arco abierto a un patio, que posteriormente será adoptado en el arte islámico.
El arco se encuentra en lo que es hoy día la ciudad iraquí de Salman Pak (anteriormente, Madain). El monumento estaba reconstruyéndose en los años ochenta tras derrumbarse el ala norte de la construcción, pero se paró tras la guerra del Golfo en 1991. Después de la caída del gobierno de Sadam Huseín tras la invasión de Irak de 2003, durante los años siguientes se han propuesto distintos planes para la restauración o mejora del monumento por su interés turístico. Los restos arqueológicos estuvieron a punto de desaparecer durante 2015 y 2016 por la amenaza del grupo terrorista del Estado Islámico, lo que llevó a realizar un documental por el director irano-nederlandés Pejman Akbarzadeh (Taq Kasra: Wonder of Architecture).
El arco apareció en una fotografía aérea presentada a concurso que sacó el escritor Roald Dahl. Se menciona, junto a una copia de la imagen, en su autobiografía «Boy».